# アロンゾ・バーバース
アロンゾ・バーバース (Alonzo C. Babers、1961年10月31日-)は、アメリカ合衆国の陸上競技選手。1984年ロサンゼルスオリンピックでは男子400mと4×400メートルリレーの2種目で金メダルを獲得した選手である。

## 経歴
1982年のバーバースの400mのベストタイムは45.9秒であったが、翌年には45.07秒まで進歩した。第1回の世界選手権には4×400mリレーに出場したが、6位という結果に終わっている。
バーバースは、翌年の1984年にはさらに進化した。オリンピックの最終選考会では準決勝で44.95秒の自己ベストを記録する。さらに決勝では44.86秒とさらにベストを更新し、オリンピック出場を決めた。そして、オリンピックの予選では44.75秒とさらに自己ベストを更新。決勝でもまたもベストを更新する44.27秒のタイムで金メダルを獲得した。さらに、4×400mリレーでも2分57秒91のタイムで、2つめの金メダルを獲得した。
バーバースは、オリンピックに向けてトレーニングをしている間に、空軍の少尉に昇進。オリンピック終了後はパイロットとしてのトレーニングを開始し、競技生活にピリオドを打った。